# Mancanza di memoria
In teoria della probabilità, la mancanza di memoria (memoryless property) è una proprietà caratteristica di due variabili casuali: quella esponenziale negativa e quella geometrica. La mancanza di memoria esprime il fatto che una variabile di quei due tipi non "ricorda il passato" ma si comporta come se fosse "nuova".
Ad esempio, lanciando un dado, la quantità aleatoria numero di tentativi prima di ottenere un 6 è una quantità intera e segue la distribuzione geometrica. Supponiamo ora di aver già fatto diversi lanci senza che sia uscito un 6: essendo tutti i lanci indipendenti tra loro, il tempo di attesa da quel punto in poi è, in quanto a misura di probabilità, esattamente lo stesso del tempo di attesa che presupponevamo all'inizio, poiché nessuna informazione in più è giunta sul dado dai lanci precedenti; quindi la nostra aspettativa non è cambiata riguardo all'evento futuro uscirà un 6. In questo senso, le distribuzioni con la mancanza di memoria "dimenticano" quello che è accaduto in passato.

## Caratterizzazione
Una variabile aleatoria discreta (risp. continua) X possiede mancanza di memoria se per ogni x, y naturali (risp. reali non negativi) vale che
{\displaystyle P(X>x+y\mid X>y)=P(X>x)}.
Il primo membro rappresenta la situazione che avevamo presupposto all'inizio ({\displaystyle P(a|b)} è la probabilità condizionata di a dato b): sapendo che la variabile aleatoria assume valori maggiori di y (il tempo d'attesa è più di y), la probabilità che essa ritardi ancora di un tempo x (cioè si realizzi al minimo al tempo x + y) è la stessa di quella che la variabile si realizzi al minimo al tempo x rispetto all'inizio della misurazione.
Nota: questo di per sé non vuol dire che gli eventi {\displaystyle (X>x+y)} e {\displaystyle (X>y)} sono indipendenti, infatti ciò vale, nell'ipotesi di assenza di memoria, se e solo se il secondo membro {\displaystyle P(X>x)=P(X>x+y)}.

## Osservazioni
Un altro esempio, stavolta su supporto continuo, può essere rappresentato dal tempo di attesa di una telefonata in un centralino. In generale, questa proprietà è adatta per la descrizione di sistemi "senza usura".
Nel caso continuo, la mancanza di memoria caratterizza completamente l'esponenziale, nel senso che consente di ricavare la forma della densità. Infatti posto {\displaystyle f(x)=P(X>x)}, dalla definizione di probabilità condizionata ne viene
{\displaystyle f(x)=P(X>x)=P(X>x+y\mid X>y)={\frac {P(X>x+y)}{P(X>y)}}={\frac {f(x+y)}{f(y)}}}
cioè f (necessariamente monotona decrescente per le proprietà della probabilità) deve soddisfare l'equazione funzionale {\displaystyle f(x+y)=f(x)f(y)} (detto in altro modo, deve essere un omomorfismo di gruppi tra il gruppo additivo e il gruppo moltiplicativo dei reali) e l'unica classe di funzioni continue che la soddisfa è proprio l'esponenziale.